# Párpados (cortometraje)
Capítulo de la serie de TV Delirios de amor dirigido por Iván Zulueta en el año 1989. Rodado en 16mm; mezcla imágenes refilmadas de otros formatos, incluyendo el vídeo. El título hace referencia a un juego de palabras (par pa' dos) en referencia a las relaciones amorosas entre dos parejas de mellizos.